# هوث
هوث (به انگلیسی: Hoath) یک روستا و محله مدنی در بریتانیا است که در شهر کنتربری واقع شده‌است. هوث ۶٫۵۱ کیلومتر مربع مساحت و ۵۵۱ نفر جمعیت دارد.